# 派氏马先蒿
派氏马先蒿（学名：Pedicularis paxiana）为列当科马先蒿属的植物，是中国的特有植物。分布在中国大陆的四川等地，生长于海拔4,300米的地区，目前尚未由人工引种栽培。